# Rolf Gössner

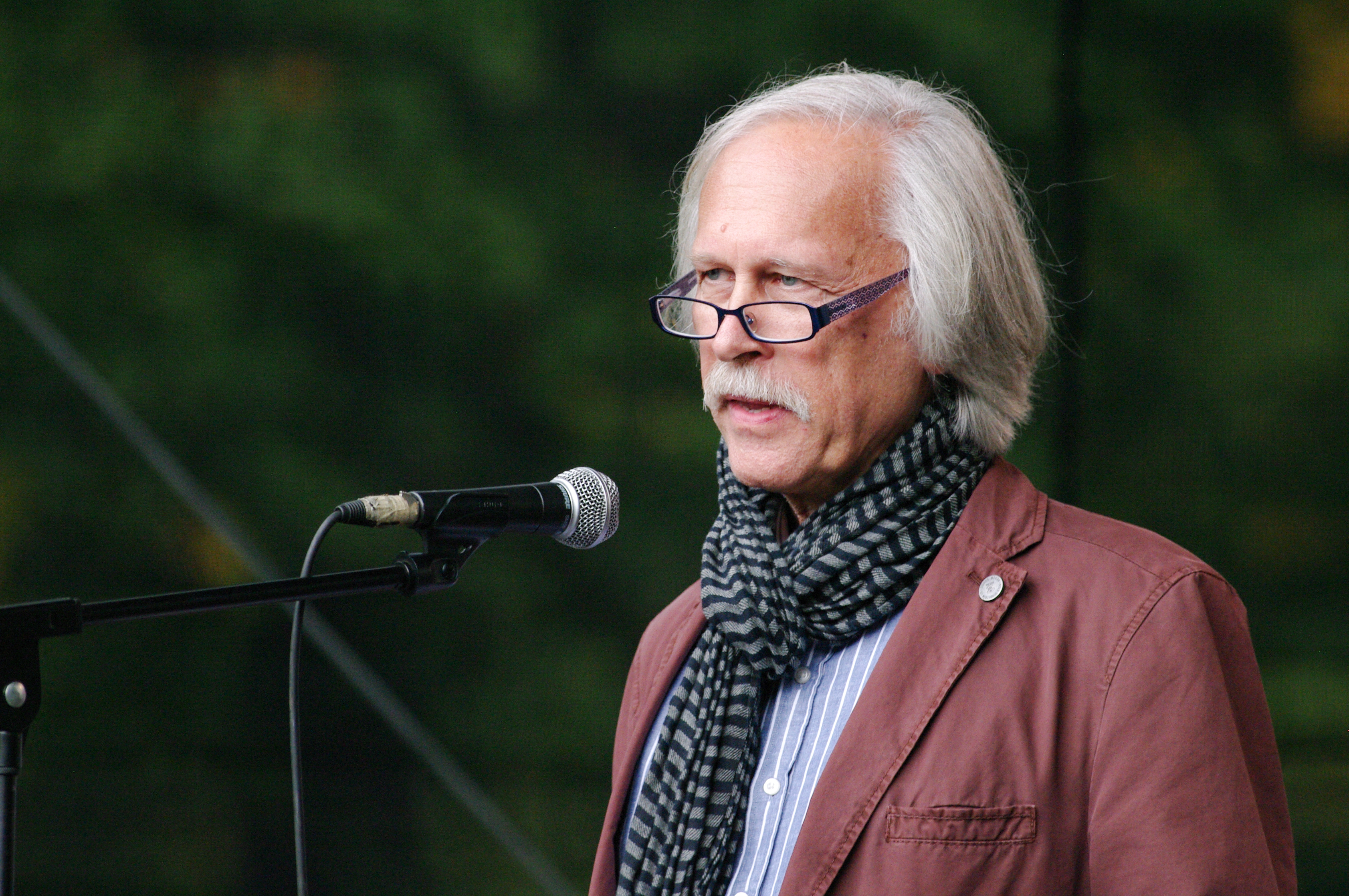
Rolf Gössner

Rolf Gössner (* 13. Februar 1948 in Tübingen) ist ein deutscher Rechtsanwalt, Publizist, parlamentarischer Berater und Bürgerrechtsaktivist. Er ist Mitherausgeber der Zeitschrift Ossietzky, Jury-Mitglied bei der Vergabe der Carl-von-Ossietzky-Medaille, Mitherausgeber des Grundrechte-Reports, Vorstandsmitglied (ehemaliger Vizepräsident) der Berliner Internationalen Liga für Menschenrechte, stellvertretender Richter am Staatsgerichtshof der Freien Hansestadt Bremen und er war 20 Jahre lang Jury-Mitglied der Big Brother Awards.

## Leben

### Ausbildung, Beruf und politisches Engagement
Gössner besuchte das Johannes-Kepler-Progymnasium in Weil der Stadt und das Albert-Schweitzer-Gymnasium in Leonberg. Er absolvierte eine Ausbildung zum Bankkaufmann in Stuttgart und studierte Rechts- und Politikwissenschaft an der Albert-Ludwigs-Universität Freiburg mit anschließendem Referendariat in Bremen und Brüssel. Während des Studiums war er Mitglied des Sozialistischen Hochschulbunds und als solches zeitweise Mitglied des Allgemeinen Studentenausschusses der Uni Freiburg.
1993 folgte Gössners Promotion zum Thema Politische Justiz im präventiven Sicherheitsstaat an der Universität Bremen. Gössner lebt seit 1980 in Bremen.
Seine Arbeit konzentrierte sich auf die Beratertätigkeit der Fraktion Bündnis 90/Die Grünen von 1990 bis 2001 im Niedersächsischen Landtag und im Ausland. Im Bundestag trat er mehrmals als Sachverständiger auf.
Er führte Strafverteidigungen sowie Nebenklage-Vertretungen unter anderem für die Familie von Halim Dener, Oliver Neß und zusammen mit Hans-Eberhard Schultz die Strafverteidigung von Kani Yılmaz (PKK-Europasprecher).
Er war Prozessbeobachter in vielen politischen Strafverfahren; unter anderem in den Fällen Benjamin Ramos, im Revisionsverfahren um Abdullah Öcalan vor dem Europäischen Gerichtshof für Menschenrechte und das Strafverfahren gegen Gabriele Kanze; weiter ist er Mitglied von Menschenrechtsdelegationen und stellvertretender Richter am Staatsgerichtshof der Freien Hansestadt Bremen.
Des Weiteren war und ist Gössner Lehrbeauftragter an verschiedenen Universitäten und offizieller Unterstützer der überwachungskritischen Datenschutzdemonstration Freiheit statt Angst.
Gössner war Beschwerdeführer gegen die Vorratsspeicherung von Telekommunikations- und Standortdaten vor dem Bundesverfassungsgericht. Das Verfahren endete mit einem weitgehenden Erfolg für die Beschwerdeführer, das zugrundeliegende Gesetz wurde für nichtig erklärt, alle Vorratsdaten mussten gelöscht werden.
Gössner ist parteilos. Von 2007 bis 2015 war er Mitglied der Deputation für Inneres des Landes Bremen, benannt durch die Bürgerschaftsfraktion der Linken. Von 2003 bis 2008 war er Präsident der Internationalen Liga für Menschenrechte (ILMR), seit 2008 ist er Vizepräsident/Vorstandsmitglied. 
Er bezeichnete die Geheimdienste wegen Intransparenz und Unkontrollierbarkeit immer wieder als „Fremdkörper in der Demokratie“ und forderte deren „sozialverträgliche“ Auflösung.

### Überwachung durch den Verfassungsschutz
Gössner wurden Kontakte zu – (vom Verfassungsschutz und teils von Politikwissenschaftlern) als linksextrem bzw. linksextremistisch beeinflusst eingestuften – Organisationen wie der DKP, der Vereinigung der Verfolgten des Nazi-Regimes oder dem Verein Rote Hilfe zum Vorwurf gemacht. Aufgrund dieser „Kontaktschuld“ wurde Gössner 38 Jahre vom Bundesamt für Verfassungsschutz dauerüberwacht. Kurz vor der ersten mündlichen Verhandlung einer Klage auf Feststellung der Rechtswidrigkeit vor dem Verwaltungsgericht Köln teilte das Bundesamt für Verfassungsschutz im November 2008 mit, dass die Beobachtung „nach aktuell erfolgter Prüfung“ eingestellt worden sei. Mit der Klage sollte der Inlandsgeheimdienst verpflichtet werden, alle über Gössner gesammelten Daten zu sperren und nach einer Einsichtnahme zu löschen.
Am 3. Februar 2011 urteilte das Verwaltungsgericht Köln, dass die andauernde Beobachtung durchgehend rechtswidrig gewesen sei. Es konnte im vom Bundesamt für Verfassungsschutz vorgelegten Material keine Anhaltspunkte für verfassungsfeindliche Bestrebungen finden. Dieses Urteil wurde im März 2018 durch das Oberverwaltungsgericht Nordrhein-Westfalen in Münster bestätigt, wonach diese Langzeitüberwachung rechtswidrig war. Wegen grundsätzlicher Bedeutung ließ das Gericht jedoch die Revision zum Bundesverwaltungsgericht zu, welche von Bundesregierung und Bundesamt für Verfassungsschutz auch eingelegt wurde. Diese Revision hat das Bundesverwaltungsgericht Leipzig jedoch zurückgewiesen. Laut Urteilsbegründung war die jahrzehntelange Überwachung „in handgreiflicher Weise unangemessen“. Das Bundesverwaltungsgericht stellte fest, dass Gössner keine verfassungsfeindlichen Zielsetzungen verfolge. Zwar dürfe der Geheimdienst durchaus auch verfassungstreue Personen beobachten, wenn sie „bei objektiver Betrachtung, ohne dies zu erkennen, einen Beitrag zu den verfassungsfeindlichen Bestrebungen eines Personenzusammenschlusses leisten“. Aber dabei müsse die Verhältnismäßigkeit gewahrt werden. Wenn sich nicht innerhalb einer angemessenen Frist nachweisen lasse, dass die Person tatsächlich verfassungsfeindliche Bestrebungen unterstütze, dann müsse die Beobachtung beendet werden.

## Ehrungen
- 2008: Theodor-Heuss-Medaille der Theodor-Heuss-Stiftung als Mitherausgeber und Autor des Grundrechte-Reports[3]
- 2012: Kölner Karls-Preis für engagierte Literatur und Publizistik des Blogs NRhZ-Online[17]
- 2013: Kultur- und Friedenspreis der Villa Ichon[18]
- 2020: Hans-Litten-Preis der Vereinigung Demokratischer Juristinnen und Juristen[19]

## Veröffentlichungen (Auswahl)

### Monografien
- Menschenrechte in Zeiten des Terrors. Kollateralschäden an der „Heimatfront“. konkret-Literatur-Verlag, Hamburg 2007, ISBN 978-3-89458-252-4.
- Geheime Informanten. V-Leute des Verfassungsschutzes – Kriminelle im Dienst des Staates. Droemer-Knaur-Verlag, München 2003, ISBN 3-426-77684-7.
- „Big brother“ & Co.: der moderne Überwachungsstaat in der Informationsgesellschaft. konkret-Literatur-Verlag, Hamburg 2000, ISBN 3-89458-195-6.
- Erste Rechts-Hilfe. Rechts- und Verhaltenstips im Umgang mit Polizei, Justiz und Geheimdiensten. Verlag Die Werkstatt, Göttingen 1999, ISBN 3-89533-243-7.
- Die vergessenen Justizopfer des Kalten Krieges. Verdrängung im Westen – Abrechnung mit dem Osten? Aufbau-Taschenbuch-Verlag, Berlin 1998, akt. und erw. Neuaufl., ISBN 3-7466-8026-3.
- Zusammen mit Oliver Neß und Bundesarbeitsgemeinschaft kritischer Polizistinnen und Polizisten: Polizei im Zwielicht – Gerät der Apparat außer Kontrolle? Campus-Verlag, Frankfurt/New York 1996.
- Die vergessenen Justizopfer des Kalten Kriegs – Über den unterschiedlichen Umgang mit der deutschen Geschichte in Ost und West, Konkret Literatur Verlag, Hamburg 1994.
- Das Anti-Terror-System. Politische Justiz im präventiven Sicherheitsstaat. VSA-Verlag, Hamburg 1991, ISBN 3-87975-576-0.
- Zusammen mit Uwe Herzog: Der Apparat – Ermittlungen in Sachen Polizei. Kiepenheuer & Witsch, Köln 1982, akt. 1984
- Zusammen mit Uwe Herzog: Im Schatten des Rechts. Methoden einer neuen Geheim-Polizei. Verlag Kiepenheuer & Witsch, Köln 1984, ISBN 3-462-01662-8.
- Datenkraken im öffentlichen Dienst – „Laudatio“ auf den präventiven Sicherheits- und Überwachungsstaat. Verlag Papyrossa, Köln 2021, ISBN 978-3-89438-753-2

### Herausgeberschaften
- Mutige Aufklärer im digitalen Zeitalter. Carl-von Ossietzky-Medaillen an Edward Snowden, Laura Poitras und Glenn Greenwald. Berlin 2015.
- Mythos Sicherheit – Der hilflose Schrei nach dem starken Staat. Nomos, Baden-Baden 1995.
- Restrisiko Mensch. Bremen 1987.

### Beiträge
- Zusammen mit Johann-Albrecht Haupt, Udo Kauß, Till Müller-Heidelberg, Thomas von Zabern in: Humanistische Union/Internationale Liga für Menschenrechte/Bundesarbeitskreis kritischer Juragruppen (Hrsg.): Brauchen wir den Verfassungsschutz? NEIN! Berlin 2013, ISBN 978-3-930416-30-1.
- Eine Analyse in: Spionage adé. Massenüberwachung und globale Datenspionage: Wir erstatten Strafanzeige gegen Bundesregierung und Geheimdienste. Verlag Art d’Ameublement, Bielefeld 2014.
- AStA Freiburg und SHB Freiburg (Hrsg.): Aktuelle Materialien zur Klassenanalyse hochentwickelter Gesellschaften. Zusammenstellung und Bearbeitung von Rolf Gössner und Peter van Spall unter Mitarbeit von Georg Herbert. Freiburg 1971